# Eftim III.
Eftim III. (bürgerlich Selçuk Erenerol, * 1926; † 20. Dezember 2002) war der dritte Patriarch des autokephalen türkisch-orthodoxen Patriarchats, einer vom Griechischen Ökumenischen Patriarchat nicht anerkannten christlichen Denomination mit starken Einflüssen der türkischen Nationalismus.
Selçuk Erenerol war der jüngere Sohn von Papa Eftim I. und der jüngere Bruder von Eftim II. Erenerol war Geschäftsmann und Unternehmer. Er war verheiratet mit Klavdiya Erenerol. Das Paar hatte zwei Töchter und einen Sohn.
Nachdem Patriarch Eftim II. im Mai 1991 gestorben war, wurde Selçuk Erenerol als Eftim III. Patriarch. Eftim III. führte von 1991 bis zu seinem Rücktritt im Jahre 2002 das Patriarchat, nach politischen Unstimmigkeiten mit der türkischen Regierung über die wachsenden Beziehungen zwischen dem Staat und dem ökumenischen Patriarchat von Konstantinopel sowie dem türkischen Streben nach Beitritt zur Europäischen Union.
Papa Eftim III. starb am 20. Dezember 2002, nur wenige Wochen nach dem Rücktritt von seinem Amt. Er wurde am 22. Dezember auf dem griechisch-orthodoxen Friedhof in Şişli bestattet. Nachfolger wurde sein Sohn Paşa Ümit Erenerol mit dem Titel Eftim IV.